# Dansbandslåten final 1998
Dansbandslåten final 98 är ett samlingsalbum från 1998 med de svenska dansbanden som medverkade i meloditävlingen "Dansbandslåten 1998".

## Låtlista
- 1.En liten bit av himlen - Thorleifs (Lasse Westmann)
- 2.Dagar som kommer och går - Kikki Danielssons (Calle Kindbom-Thomas Thörnholm)
- 3.Guld och gröna skogar - Fernandoz (Wendt-Lundh)
- 4.Godmorgon världen - Joyride (Calle Kindbom-Carl Lösnitz-P.O.Pettersson-Ulf Georgsson)
- 5.Grand hotell - Barbados (Lars Diedrickson-Ulf larsson-Lars Sahlin)
- 6.Gör min himmel blå - Wizex (Wendt-Lundh)
- 7.Där du är - Paula & Co (Paula Åkesdotter-Jarl-Thomas Thörnholm)
- 8.Jag kommer med kärlek - Lasse Stefanz (Magnus Persson-Helene Persson)
- 9.När kärleken slår till - Anders Engbergs (P.A.Thigerberg-Peter Bergqvist-Hans Backström)
- 10.Saknar dig - Arvingarna (Tommy Gunnarsson-Lasse Larsson-Elisabeth Lord-Tommy Carlsson)

- Bonusspår
- 11.Ännu en Dag  - Carina Jaarneks (Carina Jaarnek/Carina Jaarnek-Keith Almgren)
- 12.Flickan vid grinden - Nick Borgen (Nick Borgen)
- 11.Kärlek och gemenskap  - Drifters (Svante Gustavsson-Donald Broqvist)
- 12.Sommarens sista vals - Berth Idoffs (Patrik Ahlm-Maritha Höglund)